# Achter het scherm (docuserie)
Achter het scherm is een documentaireserie waarin achter de schermen van enkele populaire tv-programma's wordt gekeken.
In elke aflevering wordt het maken van één uitzending van een tv-programma in beeld gebracht: het bedenken en samenstellen van een uitzending, het zoeken naar gasten, het opnemen van het programma enzovoort. Bij actualiteitenprogramma's duurt dat vaak één dag; bij andere programma's kan de doorlooptijd weken in beslag nemen.

De serie werd gemaakt ter gelegenheid van het zestigjarig bestaan van televisie in Nederland.

## Afleveringen
- Aflevering 1: Studio Sport
- Aflevering 2: X Factor
- Aflevering 3: Flikken Maastricht
- Aflevering 4: De Reünie
- Aflevering 5: Sesamstraat
- Aflevering 6: NOS Journaal
- Aflevering 7: Pauw & Witteman